# Spanking

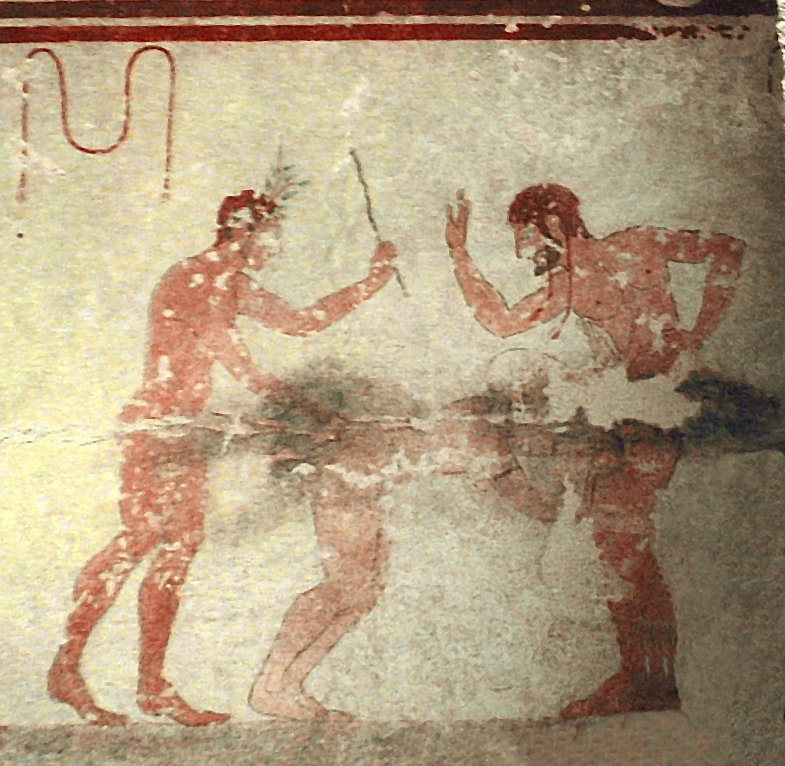
Etruskische Wandmalerei im „Grab der Züchtigung“ in der Totenstadt von Tarquinia, Italien, ca. Ende 600 v. Chr.

Spanking [ˈspæŋkɪŋ] (englisch für hauen, verhauen) bezeichnet das Schlagen auf das bekleidete oder entblößte Gesäß; im weiteren Sinne auch auf benachbarte Körperteile wie die Oberschenkel, den Rücken oder äußere Geschlechtsorgane. Die Schläge erfolgen mit der flachen Hand oder mit einem Gegenstand, etwa Rohrstock, Peitsche, Birkenrute, Teppichklopfer, Haarbürste, Paddle, Martinet, Tawse, Ochsenziemer oder ähnlichem.

## Zum Begriff Spanking
Im Englischen steht der Begriff spanking ursprünglich und weiterhin für die an Schulen (in den USA) und im häuslichen Bereich in der Kindererziehung regelmäßig praktizierte Form einer Körperstrafe. Er fungiert dabei umgangssprachlich oft als Oberbegriff für diverse auf dem Gesäß ausgeführte Bestrafungsarten, die im Wort eine Referenz auf das verwendete Züchtigungsinstrument haben, wie caning, paddling, switching oder flogging.
Davon abgeleitet wird von Spanking auch als einvernehmliche Sexualpraktik („erotisches Spanking“) gesprochen. Im deutschen Sprachraum wird unter Spanking nur Letzteres verstanden, während für die Züchtigung in der Kindererziehung die Bezeichnung „Prügelstrafe“ und zahlreiche umgangssprachliche Begriffe wie „versohlen“ in Gebrauch sind.
Der Begriff Spanking fand in den 1990er Jahren über das Usenet und das World Wide Web rasch Einzug in den Sprachgebrauch von deutschsprachigen Anhängern dieser Sexualpraktik. Auch das englische Verb to spank wird in der Umgangssprache der Subkultur gelegentlich eingedeutscht verwendet („Ich möchte mal wieder gespankt werden.“) sowie weitere Begriffe der Szene wie Spanko (Kurzform von Spankophiler oder Spanking-Fetischist), Spanker und Spankee.
Härtere Formen des Spanking im Bereich BDSM benennt man auch als Flagellantismus.

## Spanking und Sexualität

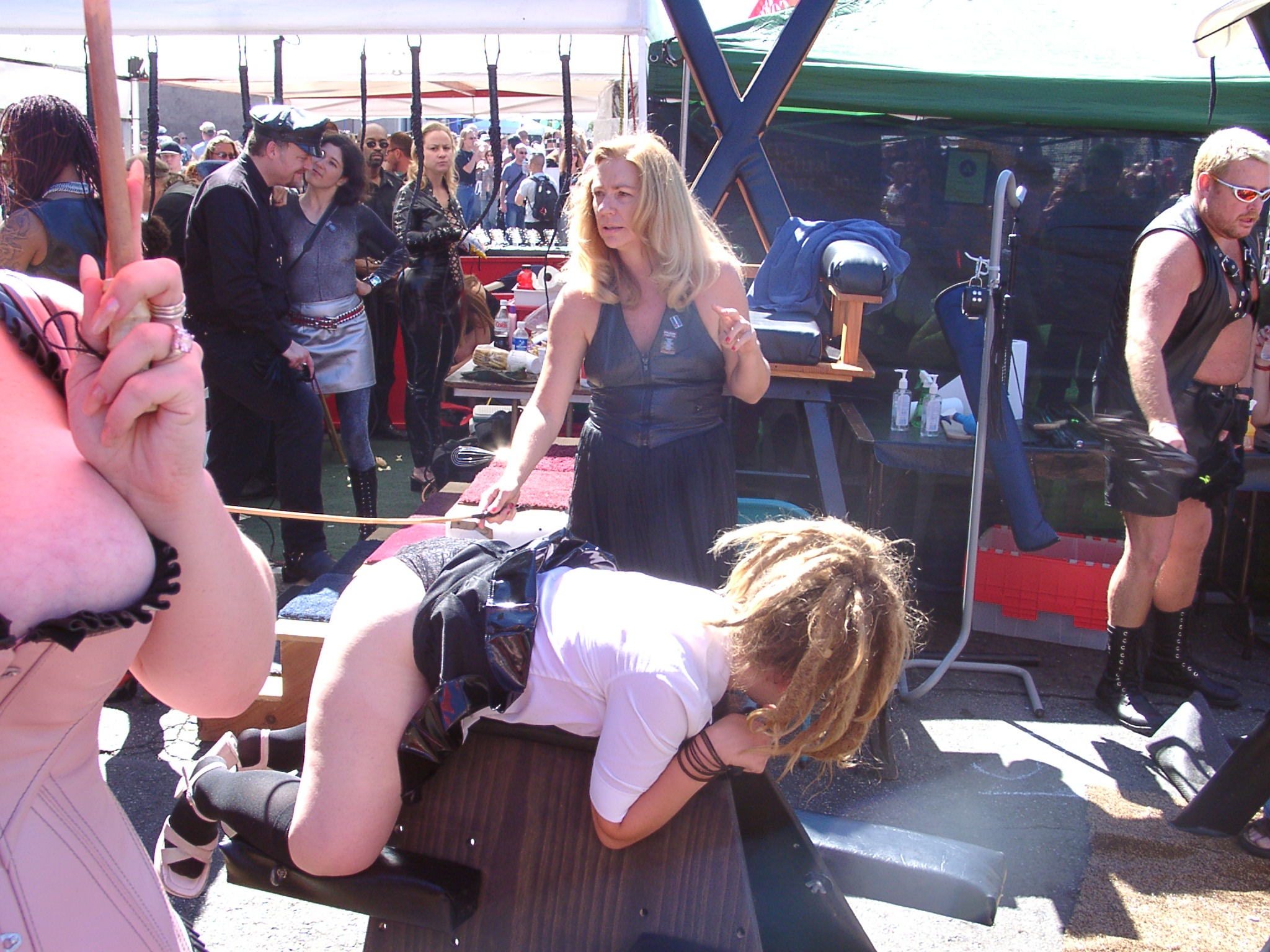
Demonstration erotischen Spankings auf der Folsom Street Fair 2004 in San Francisco

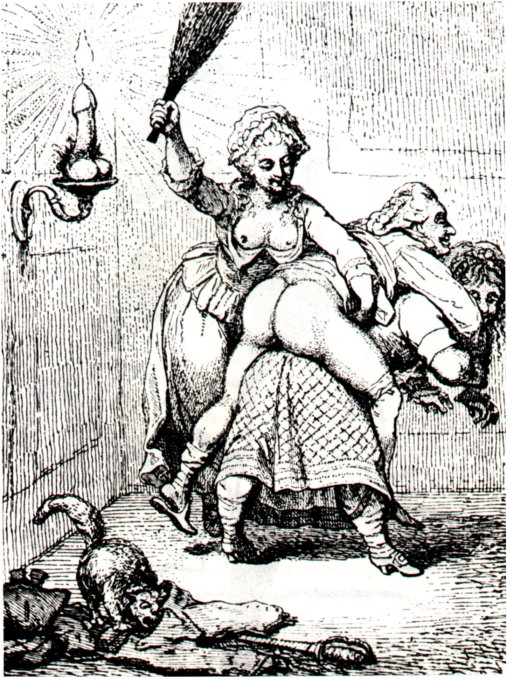
Kupferstich ca. 1780

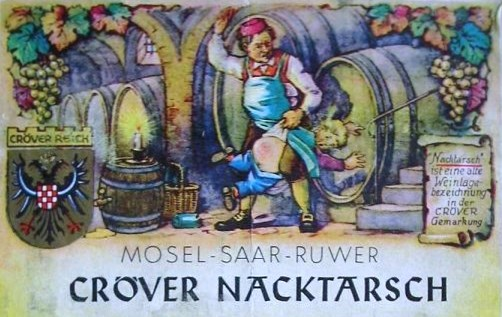
Weinetikett Cröver Nacktarsch
von 1954

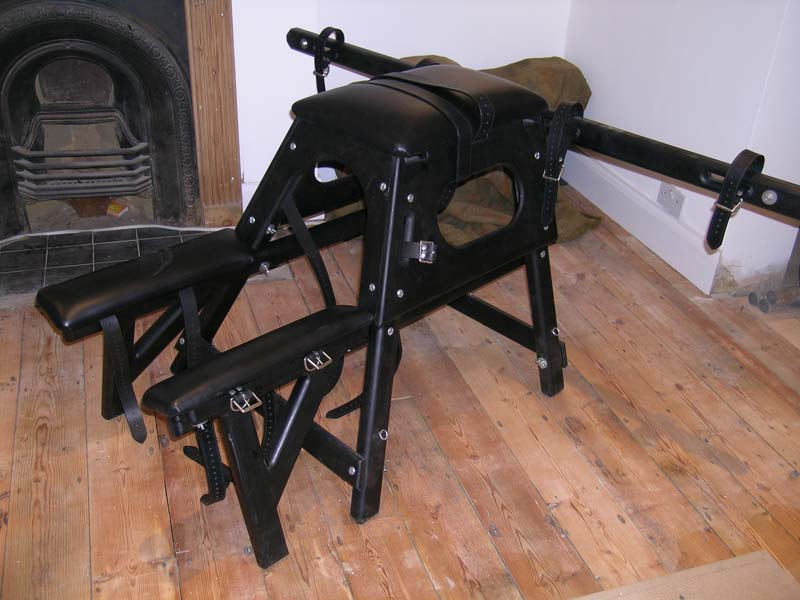
Gepolsterte Spankingbank

Unter erwachsenen Partnern hat spielerisches Spanking in intimen Situationen auch eine erotische, sexuelle Funktion. Je nach Absicht, Planung und Intensität dieser Tätigkeit (Petting, Schläge im Rahmen des Koitus, Erziehungsspiel) kann man hier von einem eher erotischen Spiel oder von einer BDSM-Spielart, insbesondere des Sadomasochismus, sprechen. Dennoch empfinden viele ihre Leidenschaft für Spanking als etwas Eigenständiges, das mit dem klassischen Sadomasochismus nur wenig gemeinsam hat und eine Vorliebe für Hinterteile bedeuten kann (Pygophilie).
Erotisches Spanking kann sehr unterschiedlich praktiziert werden. Die Palette reicht von zärtlichen Streichel-Klapsen über Erziehungsspiele bis hin zur schweren Züchtigung mit Fesselung (Bondage). Daneben ist beliebt das – auch gleichzeitige und gegenseitige – Kneifen („Squeezing“) in die Gesäßbacken des Partners, welches auch im exhibitionistischen Sinne, etwa bei einem Stadtbummel, ausgeführt werden kann.
Egal, wie erotisches Spanking praktiziert wird, der Grundsatz der absoluten Sicherheit, Vernunft und Einvernehmlichkeit („Safe, Sane, Consensual“) bildet nach allgemeinem Konsens die entscheidende Basis für erotisches Spanking, da Schläge, wie alle Reize, nicht akzeptiert werden und nur Widerwillen auslösen, wenn
- die Absicht nicht deutlich ist, wenn etwa die Schläge (Klapse) „zufällig“ erfolgen, weil sich jemand gerade gebückt hat, um etwas aufzuheben,
- sie von einer Person gegeben werden, von der man nicht erotisch berührt werden mag,
- sie in einer Weise erfolgen, die darauf hindeutet, dass der Spanker unbeherrscht ist und eher an sich denkt als an den Geschlagenen, den Spankee.

Einvernehmlichkeit kann dagegen immer dann als gegeben angenommen werden, wenn sich der Spankee selbstständig bückt (ohne Bondage). Das freiwillige „sportliche Bücken“ (touch toes) garantiert dann das kontrollierte, sichere Schlagen des Spankers auf den sexuell relevanten Bereich des Hinterns. Schläge wollen vorbereitet werden, damit der (die) Spankee den erotischen Charakter und die sinnliche Freude des Spankers spürt. Auf der weichen Muskulatur im Bereich des Afters werden sie, auch wenn sie mit Kraft ausgeführt werden, nur als „angenehm ziehend“ empfunden, nicht als wirklich „schmerzend, weh tuend“, solange der Spankee sich wünscht, geschlagen zu werden. Intensive körperliche Reaktionen (Zucken und „Quieken“) beweisen nicht unbedingt, dass es dem Spankee unangenehm ist – solange er seine Position freiwillig beibehält.
Zusätzlich kann die Verwendung eines Safeword vereinbart werden. Dieses gibt dem Spankee die Möglichkeit, „in der Rolle“ vergeblich um ein Ende der „Züchtigung“ zu betteln, bei echtem Bedarf aber das Spiel zu jedem Zeitpunkt kontrolliert abbrechen zu können.

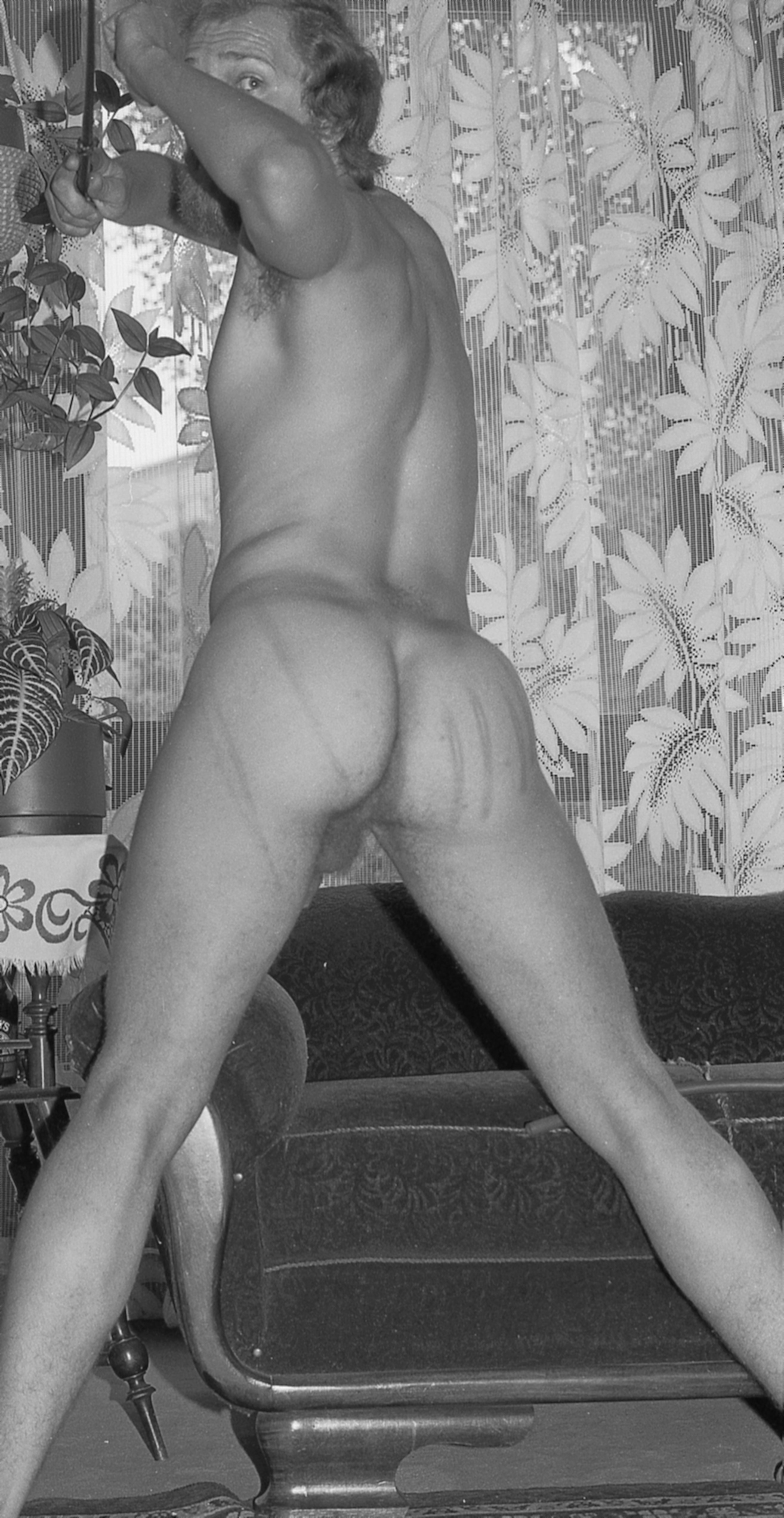
Auto-Spanking: Ein pygophiles Verhalten auf Befehl eines BDSM-Partners oder wegen Schmerzempfindung.

Gelegentlich kommt es auch zu Self-Spanking. Das kann in einer BDSM-Beziehung auf Anordnung des dominanten Partners geschehen und ist somit Teil eines Rollenspiels, oder die Person will einfach Schmerz in bestimmter Weise empfinden. Da kommt dann allerdings der „Selbstkitzeln-Effekt“ zum Tragen: Man kann sich praktisch nicht selbst kitzeln. Das Gehirn nimmt nämlich unsere Bewegungen und Berührungen vorweg. Wenn es die Erwartung gibt, dass wir uns gleich an einer bestimmten Körperstelle berühren, stellt sich das Gehirn darauf ein und dämpft die Empfindung. Diesen Effekt gibt es genauso bei schmerzhaften Handlungen: Wenn wir uns selbst schlagen, tut es nicht so weh, weil auch hier das Gehirn die Empfindung automatisch dämpft.
Zu den bekannten Persönlichkeiten mit einer sexuellen Vorliebe für Spanking (möglicherweise auch einem Spanking-Fetisch) zählen der schweizerisch-französische Philosoph Jean-Jacques Rousseau (1712–1778) und die britischen Schriftsteller Algernon Swinburne (1837–1909) und T. H. White (1906–1964), die deutsche Museumsgründerin Charlotte von Mahlsdorf (1928–2002) und der deutsch-französische Schriftsteller Georges-Arthur Goldschmidt (* 1928) ausweislich seiner autobiografischen Werke.

## Spielerisches Spanking

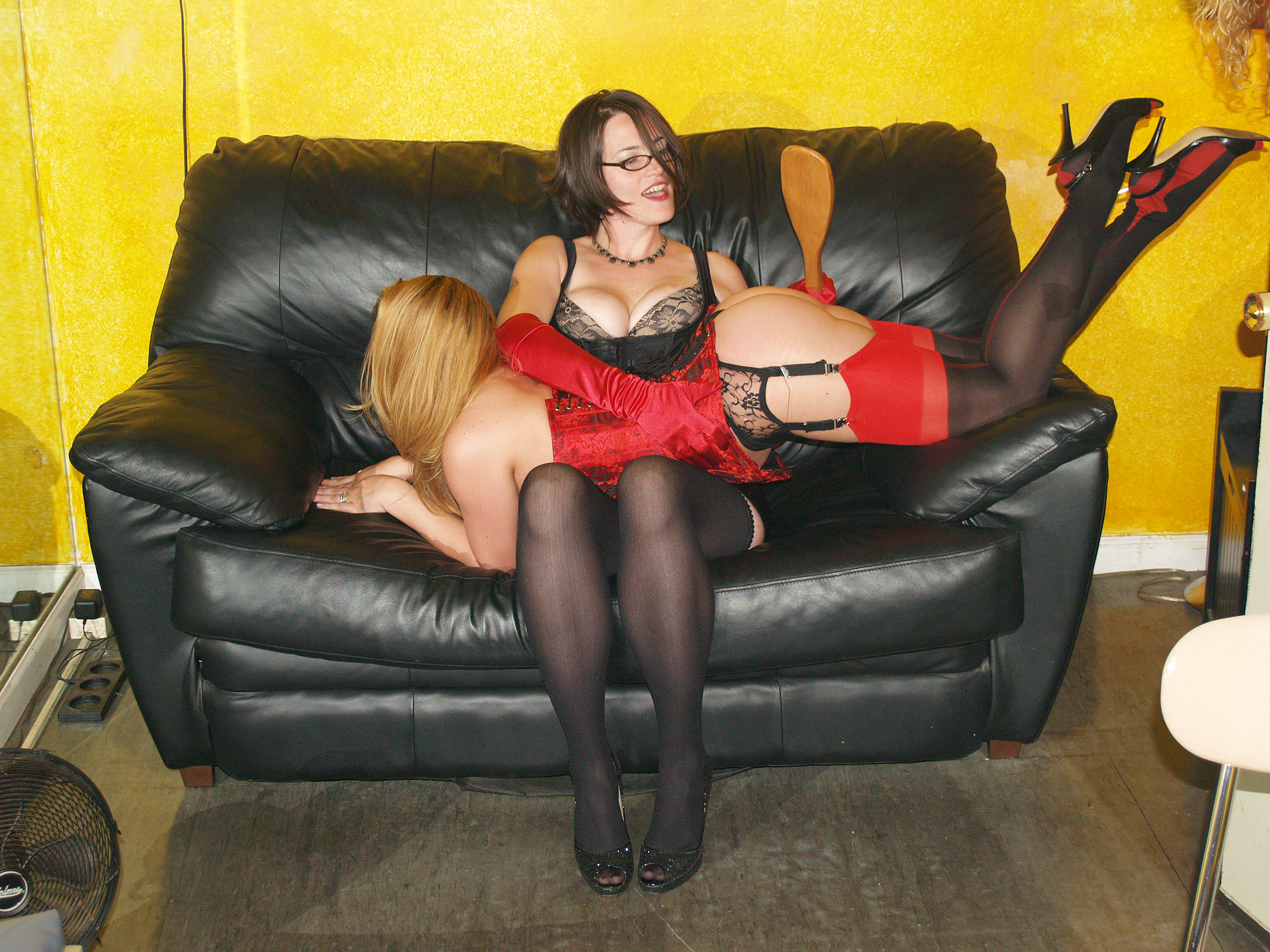
Spanking unter Zuhilfenahme eines Paddles.

Zum Beispiel ist in der US-amerikanischen Kultur der Brauch des birthday spanking weit verbreitet. Das „Geburtstagskind“, welches ein Kind, aber auch ein Erwachsener sein kann, bekommt dabei an seinem Geburtstag so viele Klapse auf den Po, wie es Jahre alt wurde: „plus one to grow on“ (plus einen um weiterzuwachsen). Der genaue Ablauf des birthday spanking ist von Familie zu Familie unterschiedlich; häufig bekommt der Jubilar dabei von jedem Schulkameraden, Geschwister oder Gast sein birthday spanking, so dass letztlich eine recht fühlbare Angelegenheit daraus werden kann.
In Indien gibt es eine ähnliche Tradition namens birthday bumps. Hierbei wird das Geburtstagskind an seinen Hand- und Fußgelenken hochgehoben und dann eine seinem Alter entsprechende Anzahl Male mit dem Hintern (sanft) auf den Boden fallen gelassen.

## Züchtigungsinstrumente
Die für Spanking verwendeten Gegenstände sind und waren von der Zeitepoche und der kulturellen Region abhängig.
- Bambus-Stock (vor allem in Japan)
- Birkenrute (vor allem in Nordeuropa, Mitteleuropa und Russland bis etwa ins 19. Jahrhundert)
- Rohrstock (vor allem in Europa, Südasien und Südostasien)
- Tawse (vor allem in Großbritannien und Irland)
- Martinet oder Klopfpeitsche (vor allem in Frankreich)
- Paddle (vor allem in den USA)
- Peitschen und Gerten (Nilpferdpeitsche)

- BDSM-Peitschen

- Haushaltsgegenstände wie
  - Gürtel, (Leder-)Riemen
  - Teppichklopfer, Pfannenwender und Kochlöffel (aus Holz)
  - Gummischlauch, Kabel
  - Lineal

## Englischsprachige Synonyme
Im Englischen gibt es neben dem Wort spanking für die Körperstrafe auf das Gesäß auch etliche umgangssprachliche Synonyme und eine Reihe von spezifizierten Begriffen, die vom verwendeten Instrument abgeleitet sind:
| Instrument              | Verb (aktiv) | Verb (passiv) | Substantiviertes Verb (Gerundium) |
| ----------------------- | ------------ | ------------- | --------------------------------- |
| paddle (Paddel)         | to paddle    | get paddled   | paddling                          |
| cane (Rohrstock)        | to cane      | get caned     | caning                            |
| birch (Birkenrute)      | to birch     | get birched   | birching                          |
| belt (Gürtel)           | to belt      | get belted    | belting                           |
| strap (Riemen)          | to strap     | get strapped  | strapping                         |
| leather (Riemen, Tawse) | to leather   | get leathered | leathering                        |
| switch (Gerte)          | to switch    | get switched  | switching                         |
| whip (Peitsche)         | to whip      | get whipped   | whipping                          |
| flogger (Klopfpeitsche) | to flog      | get flogged   | flogging                          |

Wird die flache Hand verwendet, spricht man auch von einem hand spanking. In Großbritannien ist hierfür der Ausdruck smacking üblich. Die Begriffe flogging und whipping werden umgangssprachlich auch synonym für spanking verwendet, ohne dass damit das Schlagen mit den entsprechenden Instrumenten gemeint sein muss.